# James Brudenell, VII conte di Cardigan
James Brudenell, VII conte di Cardigan (Hambleden, 16 ottobre 1797 – Northamptonshire, 28 marzo 1868), è stato un militare britannico.
Ufficiale del British Army, combatté durante la Guerra di Crimea

## Il soldato mancato
James Brudenell nacque nel Buckinghamshire il 16 ottobre del 1797 in una residenza relativamente modesta. Nel 1811 suo padre Robert Brudenell (25 aprile 1760-14 agosto 1837) ereditò il titolo di conte di Cardigan e la famiglia si stabilì a Corby nel Northamptonshire dove si trovava la residenza di famiglia.
James venne educato alla Harrow School dove mostrò una certa attitudine per il latino e il greco, sfatando così i timori dei genitori che credevano che una caduta da cavallo occorsagli in giovane età ne avesse minato le capacità intellettive. Più tardi James fu ritirato da scuola in seguito a una rissa con un compagno, benché queste fossero tollerate nella scuola; ne era derivata la rottura di un osso della mano, che aveva implicato l'intervento di un medico londinese, fatto questo che doveva aver irritato il conte. La sua educazione fu completata a casa e lì, unico maschio in mezzo a sette sorelle, sviluppò una certa tendenza all'arroganza che lo accompagnò per il resto della vita insieme alla cocciutaggine.
James era un ottimo cavallerizzo e questo, insieme al ruolo svolto dalla cavalleria nella Battaglia di Waterloo lo portò a voler entrare in un Reggimento. Tuttavia suo padre non era d'accordo, considerando che prima di tutto il figlio avrebbe dovuto generare un erede per mantenere la continuità della famiglia. Così il ragazzo nel 1816 fu mandato a Christ Church (Oxford), rimase all'università per tre anni, ma la mancanza di passione per gli studi non gli permise di conseguire la laurea. 

## Dentro e fuori dal Parlamento
Nel febbraio del 1818, mentre terminava la propria permanenza ad Oxford, ancora una volta in ossequio ai desideri paterni James entrò nel Parlamento del Regno Unito come rappresentante di Marlborough, uno dei borghi putridi, di proprietà del cugino Charles Brudenell, I marchese di Ailesbury (14 febbraio 1773-4 gennaio 1856) con l'intenzione di creargli una base parlamentare in previsione dell'entrata alla Camera dei Lord.
Una volta lasciata Oxford James non occupò subito il suo seggio parlamentare, ma compì il tradizionale Grand Tour in giro per l'Europa, una volta tornato si sedette alla Camera dei Comuni insieme ai colleghi del Partito Conservatore (Regno Unito), insieme a lui c'erano uomini del calibro di George Canning, Robert Peel e Robert Stewart, visconte Castlereagh che mostrarono una levatura politica cui James non arrivò mai.
Nel 1829 il suo partito propose una legge volta a limitare l'Emancipazione cattolica e suo cugino Charles gli ordinò di avversarla, al momento della votazione il suo voto, e quello di altri due, si rivelarono fondamentali ed egli si limitò ad astenersi a causa della sua grande ammirazione per Arthur Wellesley, I duca di Wellington, che era stato il promotore della legge. In conseguenza di questo fu privato del proprio seggio. Rientrarvi l'anno successivo gli costò caro, data la sua disobbedienza non poteva sperare in un altro Borgo Putrido e così si dovette comprare il seggio, venne così eletto come rappresentante di Fowey al costo di 5.000£. Non si può dire che tale pratica fosse eticamente corretta ed il Reform Act 1832 del 1832 era volto ad ovviare queste iniquità, motivo per cui due anni dopo James perse nuovamente il seggio.
Nel 1837 morì suo padre e James divenne il VII conte di Cardigan.

## La vivace vita privata
Attorno ai primi anni del 1820 James incontrò Elizabeth Tollemache Johnston (8 dicembre 1797-15 luglio 1858) che era in procinto di sposare un suo vecchio amico d'infanzia, Christian Johnstone, a dispetto del loro antico legame James continuò a vedere la donna e il marito di lei chiese la separazione nel 1824 ottenendo quella definitiva due anni dopo. Il 19 giugno 1826 James ed Elizabeth si sposarono, tuttavia il loro non fu un matrimonio felice, nel 1837 si separarono dopo undici anni di sterile unione.
Nel 1858 James si risposò con Adeline de Horsey, Contessa di Cardigan e Lancaster (1825-1915), i due erano separati da quasi trent'anni di differenza, ma fu un matrimonio più felice del precedente, ma di nuovo senza figli, e fece buon viso alle varie scappatelle sentimentali del marito.

## Comandante non amato
Oltre agli interessi che aveva sviluppato durante la sua permanenza nel mondo della politica, fra cui la conservazione dei privilegi degli aristocratici, James poté dedicarsi al suo antico amore, l'esercito. Questo progetto aveva già preso corpo negli anni della gioventù, a 22 anni aveva già messo in piedi una propria truppa armata di tutto punto che teneva nel Northamptonshire per usarla contro eventuali attacchi dei riformisti. Nel 1824 si unì all'8º Reggimento degli Ussari Irlandesi del Re ottenendo il grado di tenente nel 1825, di Capitano nel 1826, di Maggiore nel 1830 e di tenente colonnello nel dicembre dello stesso anno. Tuttavia in quel periodo si andava accendendo la lotta sul Reform Act 1832 e James dovette rinunciare a prendere il comando fino al maggio dell'anno seguente, quando infine prese le redini mostrò la propria inesperienza, soprattutto al confronto con gli uomini che comandava, poiché alcuni di essi erano dei veterani della Battaglia di Waterloo manifestando la propria natura puntigliosa e arrogante. Nel 1833 fu portato dinnanzi alla corte marziale e all'inizio del 1834 il re Guglielmo IV d'Inghilterra ordinò che venisse licenziato. James non era disposto ad accettare tale sentenza e chiese alla sorella Harriet, il cui marito Richard Curzon-Howe (11 dicembre 1796-12 maggio 1870) era il Ciambellano della regina Adelaide di Sassonia-Meiningen, di esercitare una qualche pressione perché la sentenza fosse rivista. La sua perorazione, non ridotta solo al cognato ma anche alle altre sue conoscenze, terminò solo nel 1836 quando fu posto alla guida dell'11º Ussari, nonostante il parere contrario di Rowland Hill, I visconte Hill, allora comandante in capo, che lo riteneva inadatto al ruolo. Nell'ottobre dello stesso anno raggiunse il proprio reggimento in India e quando fu il momento di tornare in patria noleggiò un vascello apposito rifiutandosi di condividere con i suoi uomini la scomodità di quello dell'esercito. Per i successivi due anni di comando restò insieme alle truppe solo quattro settimane.
Tuttavia doveva avere un certo desiderio genuino di dare lustro al reggimento che comandava e usò le proprie sostanze per acquistare nuovi uniformi per i propri uomini, guadagnandosi il risentimento degli ufficiali di professione che le divise dovevano pagarsele da soli.
Egli desiderava che i propri ufficiali fossero degli aristocratici riccamente vestiti e alla moda com'era lui e quindi non aveva molto tempo per gli uomini che si erano costruiti la propria professione in anni di permanenza in India. Questa tendenza si evidenziava particolarmente alla mensa, proibì l'uso della Porter (birra), popolarissima fra gli ufficiali, e quando durante un pranzo ufficiale fu portato del vino di Mosella servito in una bottiglia scura (simile a quella usata per la birra) ordinò che l'ufficiale "indiano" responsabile fosse aspramente redarguito. L'ufficiale ricevette una dura reprimenda da Rowland Hill, I visconte Hill che, benché si sentisse in disaccordo con James, pensò di doverlo supportare pubblicamente per mantenere l'ordine e la disciplina nel reggimento. La notizia dell'accaduto raggiunse tutta Londra e per diversi mesi James e i suoi uomini furono oggetto di numerosi discorsi satirici.
Tuttavia non tutti gli "indiani" erano ugualmente invisi al loro comandante, quando un maggiore cadde gravemente ammalato James lo assistette personalmente e quando questi morì spedì alla vedova una dignitosa pensione e assicurò una buona occupazione al suo figlio minore.
Nel 1841 fu perseguito per aver sfidato un proprio ex-ufficiale a duello e fu assolto grazie a dei cavilli tecnici, nonostante egli stesso si fosse vantato dell'impresa. Venne sì accusato di avergli sparato, ma la sbagliata trascrizione del nome della vittima permise alla giuria composta dai suoi Pari di assolverlo. La legge del tempo infatti permetteva che un uomo fosse giudicato dalla Camera dei Lord presieduta dal Lord Cancelliere.

## Era un vigliacco?
Nel 1853 era scoppiata intanto la Guerra di Crimea e su quel fronte James fu mandato a comando della Brigata di Cavalleria Leggera e si trovò a combattere nella Battaglia di Balaclava dove sotto il suo comando persero la vita 107 dei 674 uomini che comandava.
La stima esatta delle colpe di James è di difficile calcolo, egli diede il via all'attacco solo dopo aver espresso le proprie perplessità in merito all'operazione (che avrebbe condotto gli uomini di fronte ai cannoni nemici) al suo comandante George Bingham, III conte di Lucan (16 aprile 1800-10 novembre 1888) il quale era sposato alla sorella di James; fra i due non correva buon sangue, in quanto egli credeva che il marito la maltrattasse. L'ordine era stato portato a James dall'ufficiale Louis Nolan, che morì in battaglia, ed un fraintendimento sembra essere la causa più probabile della folle corsa contro i russi che James guidò quel giorno.
Dopo la guerra Somerset Calthorpe, che era stato un ufficiale al servizio di FitzRoy Somerset Raglan pubblicò un libro Letters from a Staff Officer in the Crimea in cui insinuava che l'unico motivo per cui James era rimasto illeso era dovuto alla fuga che aveva compiuto non appena si era reso conto della situazione: all'inizio l'autore disse che il cavallo di James poteva essere stato ferito, ma più avanti scrisse che era un cavaliere troppo abile e che non era una spiegazione soddisfacente. D'altro canto il cavallo rimase illeso e tornò in patria.
Dopo alcune schermaglie legali, nel 1863 James intentò una causa per diffamazione contro Calthorpe, che però fallì quando il King's bench affermò che non era in dubbio la sua competenza, ma solo il suo coraggio.
Sul fatto che James raggiunse ed oltrepassò con i propri uomini le linee nemiche non vi sono dubbi, perché fu riconosciuto da un comandante russo. James stesso ammise che, una volta raggiunto quel punto, considerò fatto il suo compito poiché disdegnava di combattere il nemico in mezzo ai soldati semplici e aggiunse di essere tornato indietro al passo per non dare una sconveniente impressione di fretta alle proprie truppe. Il cognato, Lucan, invece disse che era tornato indietro di gran carriera, rallentando al passo solo quando aveva capito di poter essere visto. La stessa versione venne data dagli uomini della seconda e della terza linea, che, quali membri della brigata, erano sotto la sua responsabilità e che stavano ancora combattendo.
Lord George Paget (16 marzo 1818-30 giugno 1880) del 4º Ussari tornò dal fronte dopo aver combattuto corpo a corpo e, quando vide James perfettamente composto, lo chiamò a rendere conto delle proprie azioni. Insoddisfatto delle risposte, Paget scrisse una lettera di protesta al nuovo comandante in capo Adolfo di Hannover e questi la spedì a James perché la commentasse. La sua risposta fu che Paget stesso non aveva condotto i propri uomini alla carica e ne seguì una serie di botta e risposta inconcludenti al fine di stabilire la verità.
Nella settimana seguente quel che restava del reggimento di James venne spedito nell'entroterra, presso Inkerman, perché sorvegliassero le linee britanniche che circondavano la città. James aveva speso molte delle notti presso Balaclava sul proprio lussuoso piroscafo a vapore e trovò scomodo quello spostamento; il suo grado di comando sulla brigata ne soffrì ulteriormente. Il risultato fu la sua assenza alla Battaglia di Inkerman del 4 e 5 novembre: il primo giorno si presentò a mezzogiorno ed il secondo un paio d'ore prima, un tempo comunque non sufficiente per scendere in campo con cognizione di causa. La parte giocata dalla sua brigata non fu grande e, per non creargli imbarazzo, non ne venne fatta menzione delle sue assenze nei dispacci inviati a Londra.
Sebbene avesse cercato di equipaggiare al meglio i propri uomini, quando venne l'inverno si vide che cibo, biada, ripari e vestiti erano carenti. James scrisse diverse lettere per puntualizzare queste deficienze, ma non fece di più. Maggiori risorse erano presenti sulla costa, ma ora le truppe erano acquartierate nell'interno e James non acconsentì mai a spedire degli uomini per fare rifornimento, nonostante le ripetute richieste degli ufficiali, dicendo che era pericoloso in vista di un possibile attacco a sorpresa e che mancava di ordini in tal senso.
Un mese dopo, il 5 dicembre, asserendo di essere malato, James chiese di essere rimandato in patria; dati i precedenti il suo comandante volle che fosse visitato da un medico e solo dopo la conferma della sua infermità acconsentì a farlo partire.

## L'invenzione dei propri meriti
Quando la sua nave attraccò il 13 gennaio 1855 una gran folla lo accolse richiamata dagli entusiastici resoconti che i giornali avevano fatto delle sue imprese. Anche la regina Vittoria I d'Inghilterra lo chiamò a corte perché lei ed il marito volevano ascoltare il resoconto della battaglia. Con la monarca James si dimostrò assai modesto, ma in pubblico era decisamente più loquace. Durante un banchetto in suo onore esagerò la propria presenza durante la battaglia, in un pranzo a casa propria raccontò di aver condiviso con i suoi uomini le privazioni di cibo ed altri generi di prima necessità e ci vollero molti mesi perché i primi dubbi sorgessero in merito ai suoi racconti. Nel frattempo fu nominato Ispettore generale per la Cavalleria, fu raccomandato per l'Ordine della Giarrettiera, che non gli fu concesso a causa della sua turbolenta vita privata, e fu insignito dell'Ordine del Bagno. Cronicisti e mercanti si cibarono delle sue gesta per trarne guadagno e il tipo di giacca che portava divenne un indumento ancor'oggi famoso ed usato con il nome di Cardigan.
Due settimane dopo ritornò in patria anche Lord Lucan, questi era in disgrazia e veniva considerato da molti il vero responsabile, questo unito al fatto che James asseriva che egli aveva solo guardato diede, all'inizio, poco credito alle sue versioni. Già nell'estate del 1855 alcuni giornali titolavano sull'inattendibilità di James, ma la mancanza di prove concrete gli permisero di mantenere la propria popolarità, poi cominciarono a tornare altri ufficiali che, avendo sentito dei suoi racconti, desideravano fornire la loro versione.
Fu solo l'anno dopo, con la pubblicazione del libro di Calthorpe, che le cose cominciarono a cambiare, tuttavia James non ritrattò mai pubblicamente e mantenne il proprio posto nell'esercito per i restanti cinque anni.
L'amore per le uniformi non venne meno con il passare del tempo e la sua carriera non risentì particolarmente degli eventi recenti. Nel 1859 fu nominato colonnello del 5º Dragoon Guards e nel 1860 fu nominato tenente colonnello dell'11º Ussari. Non perse nemmeno il favore reale e nel 1861 accompagnò il futuro Edoardo VII d'Inghilterra ad ispezionare le manovre dell'esercito prussiano, ma il suo carattere arrogante gli creò non pochi problemi e fu presto rispedito a casa.

## Il ritiro
Nel 1866 si ritirò a vita privata e andò a vivere nella residenza di famiglia nel Northamptonshire dove visse cacciando e passando del tempo sui propri lussuosi piroscafi.
Il 28 marzo 1868 morì per le conseguenze di una caduta da cavallo e venne sepolto nel cimitero locale.

## Curiosità
Lord Cardigan appare in Assassin's Creed: Syndicate come templare e antagonista, assassinato da Jacob Frye.
La sua storia viene accennata nel libro La grande rapina al treno di Michael Crichton, e nel capitolo finale (che si svolge un anno o due dopo la guerra di Crimea), il protagonista Edward Pierce insulta velatamente Cardigan durante l'interrogatorio in tribunale.